# Свети Илия (Мирковци)
Вижте пояснителната страница за други значения на Свети Илия.
„Свети Илия“ (на македонска литературна норма: „Свети Илија“) е православен манастир край скопското село Мирковци, Северна Македония. Част е от Скопската епархия на Македонската православна църква – Охридска архиепископия.

## Местоположение
Разположен е в склоновете на Скопска Църна гора, южно от Мирковци и източно от Глуво, в местността Чардак, затова е известен и като Чардашки.

## История
В 1933 година Георги Трайчев пише за манастира в „Манастирите в Македония“:
| „ | Близо до с. Мирковци, при мѣстностьта Сливовикъ, на разстояние два часа отъ Скопие, се намира Мирковския манастиръ - Св. Илия. Той е основанъ в 1879 г. отъ българина монахъ Софроний, родомъ от с. Мирковци, въ собственото имъ землище, което е владѣлъ съ тапия, като пъленъ собственикъ, и което следъ смъртьта му мина като пълна собственость на сина му Иванъ, който остава мютевелия на манастира. Благочестивиятъ монахъ издигна манастира по религиозни побуждения - за спасение на душата си и още за да турне край на гоненията, на които бѣха изложени българитѣ следъ създаването на Екзархията отъ скопско, които отиваха на поклонение въ патриаршеския манастиръ св. Илия в с. Баняни, на разделечъ от Мирковци 1 час. Софроний нарече своя манастиръ св. Илия умишлено, за да отклони посетителитѣ отъ Банянския манастиръ св. Илия. До 1905 г. сърбоманитѣ (патриаршисти) посещаваха Банянския манастиръ св. Илия. Следъ тази дата насърчена пропагандата отъ своя успѣхъ да посърбява български селища чрезъ скѫпи подкупи и съдействие на турската власть намислюва да турне рѫка и на Мирковския манастиръ като кара сърбоманитѣ да посещаватъ българския манастиръ и да искатъ участие въ службата, управлението и пр. Така се туря начало на ожесточена борба за владението на манастира, която борба се приключи съ краятъ на самата турска държава - 1912 г. Съборъ става на „Светлия Петъкъ“, на Великденъ и на св. Илия. Селото Мирковци има 70 сърбомански кѫщи и 60 екзархийски. На 29-й мартъ 1912 г., на събора въ петъкъ на Великденъ, сърбоманитѣ, предвождани отъ протата на скопския сръбски владика и чиновници отъ сръбстоко консулство, настаняватъ се въ манастира отъ вечертьта като стопани. Само на силнитѣ протести на българската митрополия и бълг. население, бидоха осуетени сръбскитѣ домогвания. Властьта обаче, твърди, че манастирътъ не билъ владенъ съ официални документи нито от екзархиститѣ, нито отъ патриаршиститѣ, затуй да има редуване въ службата и управлението на манастира. Понеже манастирската църква е много малка, тя е едно параклисче отъ стара църква, а манастира е популяренъ съ своето „аязмо“, българитѣ бѣха решили и се готвѣха да градятъ нова църква. Но и тукъ властьта умишлено пречеше, за да не се допусне правото на българитѣ съ това на пълновластни господари на манастира. Манастирътъ е основанъ преди 60 години, по право възобновенъ е тогава и поради „аязмото“ стана доста популяренъ, та се посещава масово отъ градското население. Той бѣ владение на българитѣ, но бидейки въ с. Мирковци имаше сърбомани, последнитѣ изявиха претенции върху манастира. Следъ хуриета (1908 год.) комисията по спорнитѣ църковно-училищни имоти призна манастира за български. | “ |

Преди Втората световна война църквата е обновена. Иконостасът на църквата е дело на дебърския майстор Нестор Алексиев.